# هودو (مذهب روحي)

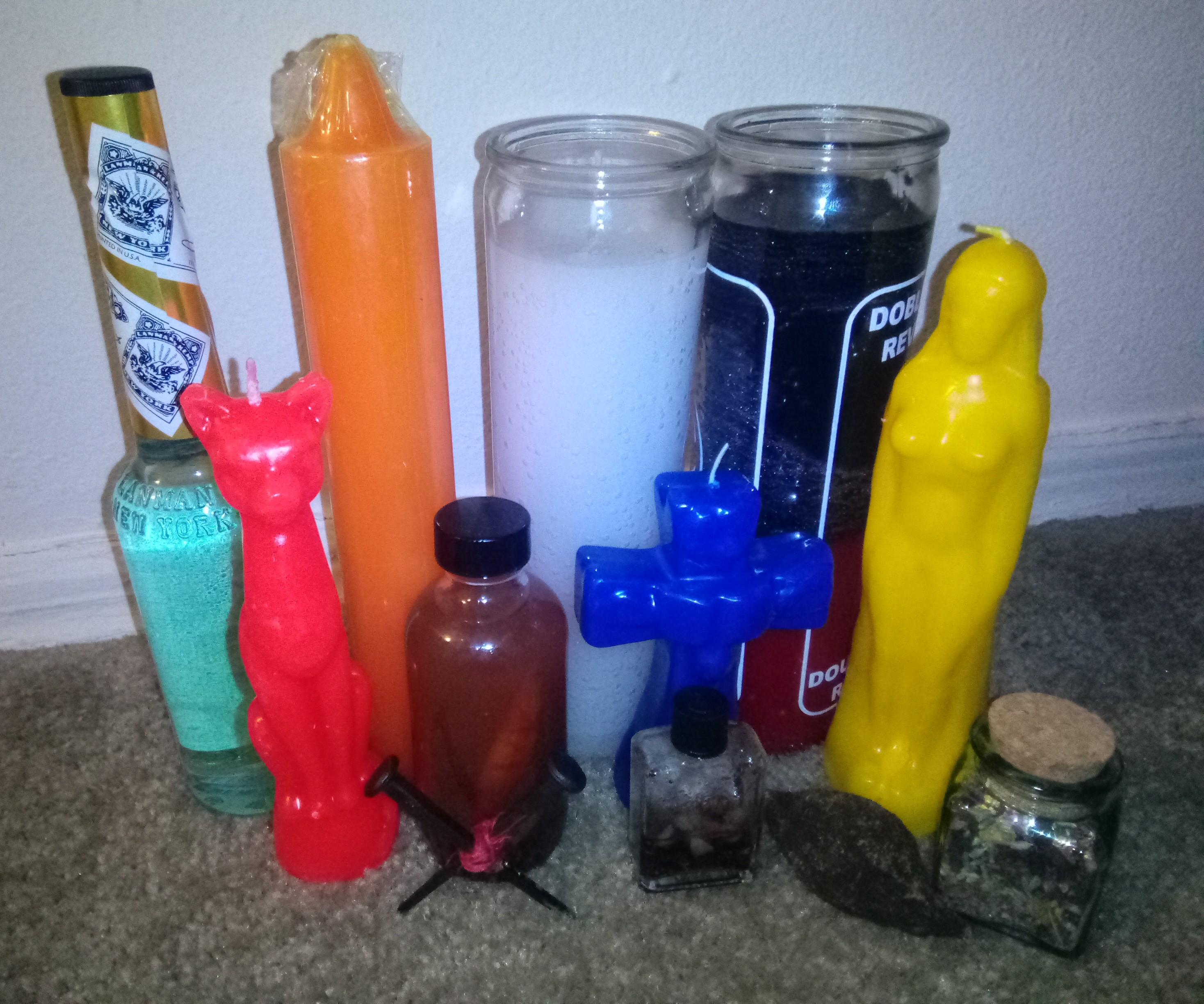
اللوازم الروحية للهودو

الهودو مجموعة من الممارسات الروحية والتقاليد والمعتقدات التي ابتدعها الأفارقة المستعبدون في جنوب الولايات المتحدة من مختلف المذاهب الروحية الأفريقية التقليدية، والمسيحية، وعناصر من المعارف النباتية الخاصة بالسكان الأصليين. أطلق على ممارسي هودو اسم «عمال السحر»، والأطباء المشعوذين، والرجال أو النساء المشعوذات، وأطباء السحر، وأطباء الهودو، ورجال المستنقعات. تتضمن المرادفات الإقليمية لهودو الشعوذة أو السحر. بوصفه مذهبًا روحيًا تآلفيًا، يشمل الهودو أيضًا الإسلام الذي جلبه مسلمو غرب أفريقيا المستعبدون، والروحانية.
كثير من تقاليد الهودو مستمدة من معتقدات شعب باكونغو في وسط أفريقيا. على مدى القرن الأول من تجارة العبيد عبر المحيط الأطلسي، جاء ما يقدر بنحو 52% من مجموع الأفارقة المختطفين (أكثر من 900 ألف فرد) من بلدان وسط أفريقيا مثل الكاميرون والكونغو وأنغولا وجمهورية أفريقيا الوسطى والغابون. حلول نهاية الفترة الاستعمارية، جاء أفارقة مستعبدون من أنغولا (40%)، وسنغامبيا (19.5%)، وساحل وندوارد (16.3%)، والساحل الذهبي (13.3%)، وكذلك بيت بنين وبيت بيافرا بنسب أقل. بعد الهجرة الكبيرة للأمريكيين من أصل أفريقي، انتشر مذهب الهودو في جميع أنحاء الولايات المتحدة.

## تاريخ

### الجنوب فترة ما قبل الحرب
ابتدع مذهب الهودو على يد الأمريكيين الأفارقة، الذين كانوا من بين أكثر من 12 مليون أفريقي مستعبد من مجموعات عرقية مختلفة جرى نقلهم إلى الأمريكتين بين القرن السادس عشر والقرن التاسع عشر (بين عامي 1514 و1867) كجزء من تجارة الرقيق عبر المحيط الأطلسي. جرت تجارة الرقيق عبر المحيط الأطلسي للولايات المتحدة بين عامي 1619 و1808، وجرت تجارة الرقيق غير القانونية في الولايات المتحدة بين عامي 1808 و1860. بين عامي 1619 و1860، نقل نحو نصف مليون أفريقي مستعبد إلى الولايات المتحدة. من وسط أفريقيا، تأثر الهودو بثقافة السحر لدين بوكونغو، من خلال المشروبات الكحولية المائية المسماة سيمبي، وبعض ممارسات نكيسي ومينكيسي. أما تأثير غرب أفريقيا فهو «فودون» من شعبي فون وإيوي في بنين وتوغو، متبعًا بعض العناصر من دين يوروبا. بعد اتصالهم بتجار العبيد والمبشرين الأوروبيين، اعتنق بعض الأفارقة المسيحية طوعًا، بينما أجبر آخرون من الأفارقة المستعبدين على أن يصبحوا مسيحيين، ما أدى إلى توليف الممارسات والمعتقدات الروحية الأفريقية مع الإيمان المسيحي. تعلم الأفارقة المستعبدون والأحرار أيضًا بعض المعارف النباتية الأصلية بعد وصولهم إلى الولايات المتحدة. اختلف مدى إمكانية ممارسة الهودو من منطقة إلى أخرى وحسب مزاج ملّاك العبيد. مثلًا، عانى شعب غولا في الساحل الجنوبي الشرقي من العزلة والحرية النسبية التي سمحت بالاحتفاظ بالممارسات الثقافية التقليدية المختلفة من غرب أفريقيا؛ في حين كانت تمارس أعمال الشعوذة في دلتا الميسيسيبي، حيث كان تركيز الأميركيين الأفارقة المستعبدين كثيفًا تحت غطاء كبير من السرية. كان سبب السرية بين الأميركيين الأفارقة المستعبدين والأحرار هو أن قوانين العبيد تحظر التجمعات الكبيرة للسود المستعبدين والأحرار. رأى ملّاك العبيد كيف أشعل دين العبيد ثوراتهم بين السود المستعبدين والأحرار، وكان بعض قادة حركات التمرد على العبيد كهنة سود أو مشعوذين. حظر القانون الأسود في ولاية لويزيانا الاستعمارية الفرنسية الأفارقة المستعبدين من ممارسة دياناتهم التقليدية. تنص المادة الثالثة من القانون الأسود على: «تمنع أية ممارسة عامة لأي دين غير الكاثوليكية». أدى القانون الأسود وغيره من القوانين التي خصت أحوال السود إلى القيام بممارساتهم الروحية في المناطق المعزولة مثل الغابات والكنائس وأماكن أخرى. ابتدع المستعبدون طرقًا لتقليل ضجيجهم عند قيامهم بممارساتهم الروحانية. في رواية عن العبيد من أركنساس، صلى المستعبدون تحت الأواني لتقليل ضجيجهم لمنع البيض القريبين من سماعهم داخل الكنيسة. ذكر عبد سابق في ولاية أركنساس اسمه جون هنتر أن مجموعة من العبيد ذهبوا إلى منزل سري لا يعرفه غيرهم وقلبوا أواني المعدن بحيث لا يمكن لملّاكهم سماعهم. أيضًا، وضع المستعبدون العصي تحت أواني الغسيل على بعد قدم من الأرض لتقليل الضوضاء، إذ كان الصوت الذي يصدرونه أثناء طقوسهم تمتصه الأواني.
ناقش العبد السابق ومناهض العبودية وليام ويلز براون، الذي كتب في كتابه «موطني الجنوبي»، أو «الجنوب وأهله»، الذي نشر في عام 1880، حياة المستعبدين في سانت لويس بولاية ميسوري. سجل براون قيام طقس فودو سري في منتصف الليل في مدينة سانت لويس. طاف مجموعة من المستعبدين حول قدر كبيرة، وامتلكت ملكة الفودو عصًا سحرية، وألقت الثعابين والسحالي والضفادع وأجزاء حيوانية أخرى في القدر. خلال ممارسة الطقوس، جرى استحواذ روحي. سجل براون ممارسات أخرى للهودو بين السكان المستعبدين. تمسك الأفارقة المستعبدون في أمريكا بثقافتهم الأفريقية. يؤكد الباحثون أن المسيحية لم يكن لها تأثير كبير على بعض الأفارقة المستعبدين في ظل استمرارهم في ممارسة ممارساتهم الروحية التقليدية، وأن الهودو كان شكلًا من أشكال المقاومة ضد العبودية، إذ أخفى الأفارقة المستعبدون تقاليدهم أمام ملّاكهم من خلال اتباع الدين المسيحي. كان ذلك الفرع من المسيحية مخفيًا عن ملّاك العبيد في «كنائس غير مرئية». كانت الكنائس غير المرئية أماكن سرية جمع المستعبدون الأميركيون فيها بين الهودو والمسيحية. ألقى الكهنة السود والمستعبدون الأحرار مواعظ بمقاومة العبودية، وأن قوة الرب من خلال التسبيح والعبادة وطقوس الهودو ستحرر المستعبدين من العبودية. درس ويليام إدوارد بورغارد دو بوا الكنائس الأميركية الأفريقية في أوائل القرن العشرين. يؤكد دو بوا أن السنوات الأولى للكنيسة السوداء خلال العبودية في المزارع تأثرت بالفودو (أحد مذاهب الشعوذة). سجلت مذكرات كنيسة السود في أواخر القرن التاسع عشر وأوائل القرن العشرين في الجنوب، أن عددًا من أعضاء الكنيسة مارسوا مفاهيم روحية مسيحية وأفريقية مشتركة سواء لإلحاق الضرر بأعضاء مجتمعهم أو شفائهم.
يعود تاريخ تعاويذ الهودو المعروفة إلى عصر العبودية في تاريخ الولايات المتحدة الاستعماري. اندلعت ثورة العبيد في عام 1712 في نيويورك الاستعمارية، حيث ثار المستعبدون الأفارقة وأضرموا النار في المباني وسط المدينة. كان زعيم الثورة مشعوذًا أفريقًا حرًا يدعى بيتر الطبيب، صنع مسحوقًا سحريًا للعبيد يجري فركه على الجسم والملابس لحمايتهم وتمكينهم. كان أكثر الثوار الأفارقة من شعب أكان من غانا. يرى المؤرخون أن المسحوق الذي صنعه بيتر الطبيب ربما تضمن بعض تراب المقابر لسحر الأسلاف وإقناعهم بتقديم الدعم العسكري الروحي للأجداد للمساعدة في ثورة العبيد. يخط شعب باكونغو في وسط أفريقيا أتربة المقابر في أكياس مخصصة لاستحضار الأرواح لتفعيلها بأرواح الأجداد، وخلال تجارة الرقيق، جرى جلب شعب باكونغو إلى نيويورك الاستعمارية. أظهرت ثورة العبيد في نيويورك عام 1712 وغيرها في الولايات المتحدة مزيجًا من الممارسات الروحية التي تعود إلى غرب ووسط أفريقيا بين السود المستعبدين والأحرار. استخدمت أكياس الشعوذة، التي دعيت أيضًا باسم «أكياس موجو»، كشكل من أشكال المقاومة ضد العبودية. ساعد وليام ويب الأفارقة المستعبَدين في مزرعة في كنتاكي لمقاومة الظالمين باستخدام أكياس موجو. طلب ويب من العبيد جمع بعض الجذور ووضعها في أكياس «والسير حول الأكواخ عدة مرات وتوجيه الأكياس نحو بيت سيد العبيد كل صباح». بعد أن فعل العبيد ما طلب منهم ويب، عامل الأسياد عبيدهم على نحو أفضل. ثمة أفريقي مستعبد آخر يدعى دينكي، عرف لدى العبيد باسم دينكي ملك الفودو، وملك الغوفر، في مزرعة في سانت لويس، استخدم غبارًا سحريًا لمقاومة حارسٍ قاسٍ (أحد الحراس على العبيد). كان دينكي رجلًا مستعبدًا في مزرعة، ولم يعمل أبدًا مثل بقية العبيد الآخرين. كان يخشاه السود والبيض ويحترمونه. عرف دينكي بحمله جلود أفاعٍ جافة، وضفادع وسحالي، ورش على نفسه غبارًا سحريًا، وتحدت إلى روح الأفعى لإيقاظها ضد الحارس.